# Nash (ボーカリスト)
Nash（ナッシュ、奈須洋文、1984年1月22日 - ）は、日本のボーカリスト、シンガーソングライター、作曲家。熊本県出身。AB型。R-ONEのメンバー。

## 経歴
黒夢、Hi-STANDARD、THEE MICHELLE GUN ELEPHANT、オジー・オズボーン、WANDS等の影響を受け15歳でバンドを結成、ボーカルを務める。その後18歳で専門学校ミュージシャンズ・インスティテュート東京(MI JAPAN)福岡校のヴォーカルコースとギターコース入学・卒業。
2011年、マーヴェリック・ディー・シー・グループによる夏ロック・フェスティバル『JACK IN THE BOX 2009 SUMMER』でのオーディションを勝ち抜き、同年12月にバンドBeepSpreeを結成。デンジャークルー・レコードより1stアルバム『STAY FOOLISH!!!』をリリース。同年12月に開催されたJACK IN THE BOXに参加。
2012年、BeepSpree解散後、Mister howlsにギタリストとして加入。
2014年6月、Mister howlsの1stアルバム「Desperado」リリース。8月、DaisyxDaisyの『REACTIVATION』、12月にマキシシングル『ULTIMATE EVOLUTION』に作曲家として参加。
2017年、ボンボンTVの『キミとキラキラ』作曲・編曲を担当。
2018年、ハイブリッドエンターテイメント魔界に妖役として出演。R-ONE再結成の再始動メンバーとして加入。R-ONE1stミニ・アルバム『RECHARGED』リリース。
2021年、1stソロアルバム『Default』リリース。ESPとエンドースメント契約を締結。機種はE-II ECLIPSE DB、カラーはヴィンテージ・ブラック。

## 音楽性
妖艶かつパンキッシュな歌唱を得意とする。ボーカル、ギターでの作曲・編曲、デスクトップミュージックでミキシングをこなすマルチプレイヤー。デジタル・オーディオ・ワークステーションは、スタインバーグのCubase。

## 作品

### スタジオ・アルバム
- R-ONE『RECHARGED』（2019年10月2日）
- Nash 『Default』（2021年1月22日）

### コンピレーション・アルバム
- THE MAKAI 1nd Album『鬼哭の章』 （2018年）
- THE MAKAI 2nd Album『魔界第二章 我絶唱せり』 （2020年）
- 倭智之響『陸ノ響』 ft.Nash （2020年）